# Berthold Laufer
Berthold Laufer (Köln, 1874. október 11. – Chicago, 1934. szeptember 13.) német származású amerikai antropológus, orientalista, sinológus, tibetológus, tangutológus.

## Életpályája
Kölnben született zsidó családban. 1884 és 1893 között a Friedrich Wilhelms Gimnáziumba járt, majd Berlinben egyetemi tanulmányokat folytatott (1893–1895), majd a lipcsei egyetemen doktorált 1897-ben. A következő évben az Egyesült Államokba emigrált. Az Amerikai Természettudományi Múzeum néprajzi osztályán dolgozott (1904–1906), majd előadó lett a Columbia Egyetem antropológiai és kelet-ázsiai nyelvek tanszékén (1905–1907). Pályafutásának további részében a chicagói Field Múzeumban dolgozott. 1934-ben öngyilkos lett.

## Művei
- Kínai kerámia a Han-dinasztia idejéből, 1909
- Jáde, 1911
- Kínai agyagfigurák, 1914
- A gyémánt, 1915